# Ду Му
Ду Му (*803 — †852) — відомий китайський поет часів династії Тан.

## Життєпис
Походив зі шляхетної, але збіднілої родини. Народився у столиці імперії Чан'ані. Отримав гарну освіту. У 813 році втратив батька. Замолоду брав участь у військових походах проти повсталих князів у провінціях. У 828 році блискуче склав імператорський іспит й отримав звання цзіньши. Після цього у 828—835 роках працював в урядових установах провінції на території сучасних Цзяньсі та Аньхой. У 835—857 роках очолював урядові установи у м.Лоян. У 837 році у зв'язку із хворобою брата подав у відставку. У 839 році повертається до столиці, де отримує посаду в уряді. У 841 році призначається губернатором до округа Хуанчжоу у сучасній провінції Хубей. У 846 році отримує призначення до уряду й повертається до Чан'аня, де й помер у 852 році.

## Творчість
Ду Му працював у жанрах ши та фу, а також у стародавній китайській прозі. Він найбільш відомий як автор чуттєвих, ліричних коротеньких віршів. Фоном слугують історичні місця або романтичні ситуації. Його стиль поєднує класичні образи, розмовну мову та гру слів. Крім того, він писав довгі поеми. Всього у доробку Ду му близько 800 віршів та поем. Найбільш відомі: «На прощання», «Прогулянка у горах», «Осінній вечір», «Пісня про палац Афан», «Моя туга», «Міст двадцяти чотирьох».